# Puto yuccae
Puto yuccae är en insektsart som först beskrevs av Daniel William Coquillett 1890.  Puto yuccae ingår i släktet Puto och familjen ullsköldlöss. Inga underarter finns listade i Catalogue of Life.